# نزدیک (ترانه نیک جوناس)
«نزدیک» تک‌آهنگی از هنرمند اهل ایالات متحده آمریکا نیک جوناس به همراهی تو لو است که در ۲۵ مارس ۲۰۱۶ منتشر شد. این تک‌آهنگ در آلبوم پارسال پیچیده بود قرار داشت.
این تک‌آهنگ در چارت‌های هلند، بلژیک، آفریقای جنوبی و چارت ترانه‌های رقص آمریکا جزو ده ترانه اول قرار گرفت.